# Saint-Lumier-la-Populeuse
Saint-Lumier-la-Populeuse är en kommun i departementet Marne i regionen Grand Est (tidigare regionen Champagne-Ardenne) i nordöstra Frankrike. Kommunen ligger i kantonen Thiéblemont-Farémont som tillhör arrondissementet Vitry-le-François. År 2022 hade Saint-Lumier-la-Populeuse 41 invånare.

## Befolkningsutveckling
Antalet invånare i kommunen Saint-Lumier-la-Populeuse
| Referens: INSEE |